# Paul Bourget
Paul Charles Joseph Bourget (Amiens, 2 settembre 1852 – Parigi, 25 dicembre 1935) è stato uno scrittore e saggista francese, membro dell'Académie française dal 1894.

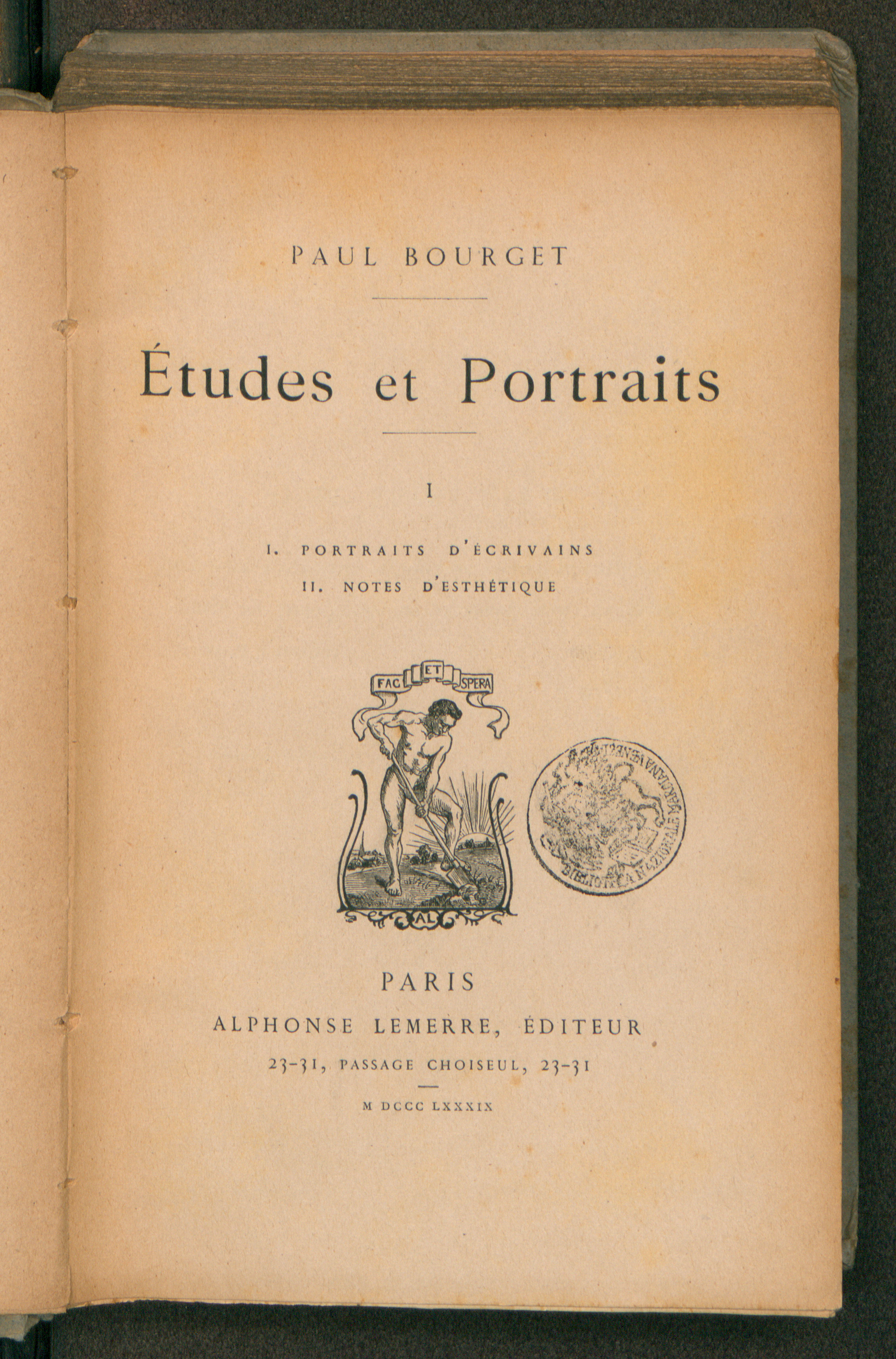
Études et portraits, 1889. Da BEIC, biblioteca digitale

Si pose in polemica rispetto alle correnti culturali e letterarie predominanti in quel periodo: il naturalismo e il razionalismo. Egli trovava che tali correnti riducessero la vita spirituale al solo aspetto deterministico escludendo così aspetti molto più importanti.
Ebbe notevole fama in tutta Europa grazie ai suoi romanzi, fra i quali I nostri atti ci seguono e Il senso della morte.

## Biografia
Figlio di un celebre matematico, Justin Bourget, si trasferì a Parigi per studiare al Liceo e all'Università di Parigi, dove si laureò in Lettere all'età di vent'anni.
Nello stesso anno compose , nel solco d'un giovanile eclettismo parnassiano-romantico che coniuga l'attrazione precipua per Byron e Hugo con l'interesse per la sfavillante lirica delle Fêtes Galantes , la sua prima raccolta poetica, intitolata Au bord de la mer, seguita da La vie inquiète del 1875 e da Les aveux del 1882; queste opere, pur risentendo del clima letterario dell'epoca, non ricevettero una buona accoglienza.
Il successo arrise a Bourget con la pubblicazione dei trattati intitolati Essais de psychologie contemporaine (del 1883) e Nouveaux essais de psychologie contemporaine (del 1885), con i quali l'autore effettuò una riuscita indagine psicologica di alcuni protagonisti della scena letteraria ottocentesca come Stendhal, Hippolyte Taine e Baudelaire. Nel realizzare questi scritti, Bourget si basò sul principio espresso da Taine, secondo il quale la letteratura è una "psicologia vivente".
Fra gli apporti di maggiore rilievo forniti dagli Essais alla cultura di fine Ottocento, si sottolinea l'analisi della corrente artistico-letteraria della décadence (il famigerato mal du siècle), che Bourget intendeva difendere dall'accusa di sterile pessimismo che la critica tradizionale era solita rivolgerle. Qualche anno più tardi questa sua interpretazione "riabilitante" sarebbe stata ripresa da Nietzsche, il quale la utilizzò come base per lo sviluppo dell'ultima parte del suo pensiero, incentrato appunto sui temi della décadence e del nichilismo. Non a caso, Nietzsche, in un frammento postumo della fine del 1888 cita così: "[...] o per nominarne uno di razza profonda, Paul Bourget, che è stato quello che, da solo, mi si è avvicinato più di tutti."
Bourget, dimostrando una notevole duttilità, si cimentò subito dopo anche con i romanzi, dei quali ottennero maggiore successo Un crime d'amour del 1886 e Mensonges del 1887.
In quegli anni, Bourget riscosse i suoi maggiori successi con André Cornelis del 1887, una sòrta di rivisitazione dell'Amleto; e due anni dopo con Le Disciple, che segna fra l'altro il suo passaggio dal romanzo psicologico a quello "di idee". È con quest'opera , vertice dell'arte di Bourget , che l'autore , alla svolta decisiva della propria vocazione umana ed artistica , attacca il naturalismo e i preconcetti scientisti di fine secolo nel loro tentativo di annientare la dimensione della spiritualità.
Negli anni Novanta, Bourget , sviluppando in direzione intimamente religiosa la svolta avviata con Le Disciple, pubblicherà scritti ispirati dai suoi viaggi svolti in Italia, in Terra santa e negli Stati Uniti.
Con la piena conversione al Cattolicesimo, avvenuta nel 1901, i lavori successivi di Bourget, da Un divorce del 1904 a Le démon de midi del 1914, costituirono una strenua difesa dei valori tradizionali e della famiglia messi in discussione dal Modernismo e dai propositi democratici.
Ai primi del Novecento, Bourget si accostò all'Action française di Charles Maurras, preoccupandosi di appoggiare sia la Monarchia, sia la Chiesa e di criticare l'emergente Marxismo. Nel 1912 lo scrittore fu satireggiato da Louis Pergaud nel suo famoso libro per ragazzi La guerra dei bottoni: «nessuno ignora, e il mio eccellente maestro Octave Mirbeau l'ha a più riprese a tutti ricordato, che si comincia a diventare un'anima di pertinenza del signor Paul Bourget solo a partire dai mille franchi di rendita. Dunque, lo ripeto, non possono sussistere rapporti di alcun genere fra gli eroi del distinto e glorioso accademico e la sana e vigorosa marmaglia di cui qui mi faccio il semplicissimo e sincero storiografo».
Bourget si dimostrò un autore impegnato a riflettere sulle condizioni e sulle evoluzioni sociali della sua epoca e sulle problematiche spirituali. Le sue opere peccarono per il tono della narrazione, ritenuto fin troppo melodrammatico, e per l'eccesso di intenzione ideologica rappresentato.

## Opere
- Cruelle énigme (trad. it. Enigma crudele) 1885
- Un crime d'amour (trad. it. Un delitto d'amore) 1886
- Mensonges (trad. it. Menzogne) 1887
- André Cornélis (trad. it. Andrea Cornelis) 1887
- Le Disciple (trad. it. Il discepolo) 1889
- Un cœur de femme (trad. it. Un cuore di donna) 1890
- Cosmopolis (trad. it. Cosmopolis) 1892
- La Terre Promise (trad. it. Terra promessa) 1892
- Une idylle tragique (trad. it. Tragico idillio) 1896
- La Duchesse Bleue (trad. it. La Duchessa Blu) 1898
- Le Fantôme (trad. it. Il Fantasma) 1901
- L'Étape (trad. it. La Tappa) 1902
- Un divorce (trad. it. Un divorzio) 1904
- L'émigré (trad. it. L'emigrato) 1907
- Le Démon de midi (trad. it. Il demone meridiano) 1914
- Le Sens de la mort (trad. it.Il senso della morte) 1915
- Lazarine (trad. it. Lazarine) 1917
- Némésis (trad. it. Nemesi) 1918
- Laurence Albani (trad. it. Laurence Albani) 1919
- Un drame dans le monde (trad. it. Dramma) 1921
- La Geôle (trad. it. La Geôle) 1923
- Cœur pensif ne sait où il va (trad. it. Cuore che pensa non sa dove va) 1924
- Le Danseur mondain (trad. it. Il ballerino mondano) 1926
- Nos actes nous suivent (trad. it. I nostri atti ci seguono) 1927
- Le Diamant de la reine  (trad. it. Il diamante della regina) 1932

Opere Pubblicate in Italiano nella Collezione "IL ROMANZO PER TUTTI" - LUBRANO e FERRARA Editori, Napoli,  1909 - 1914(?)
- Un matrimonio segreto
- I due rivali
- Secondo amore
- Il santo

## Opere digitalizzate
- Paul Bourget, Études et portraits. 1, Lemerre, 1889.
- Paul Bourget, Études et portraits. 2, Lemerre, 1889.
- Paul Bourget, Sensations d'Italie, Lemerre, 1891.